# Magneuptychia tricolor
Magneuptychia tricolor är en fjärilsart som beskrevs av William Chapman Hewitson 1850. Magneuptychia tricolor ingår i släktet Magneuptychia och familjen praktfjärilar. Inga underarter finns listade i Catalogue of Life.

## Bildgalleri

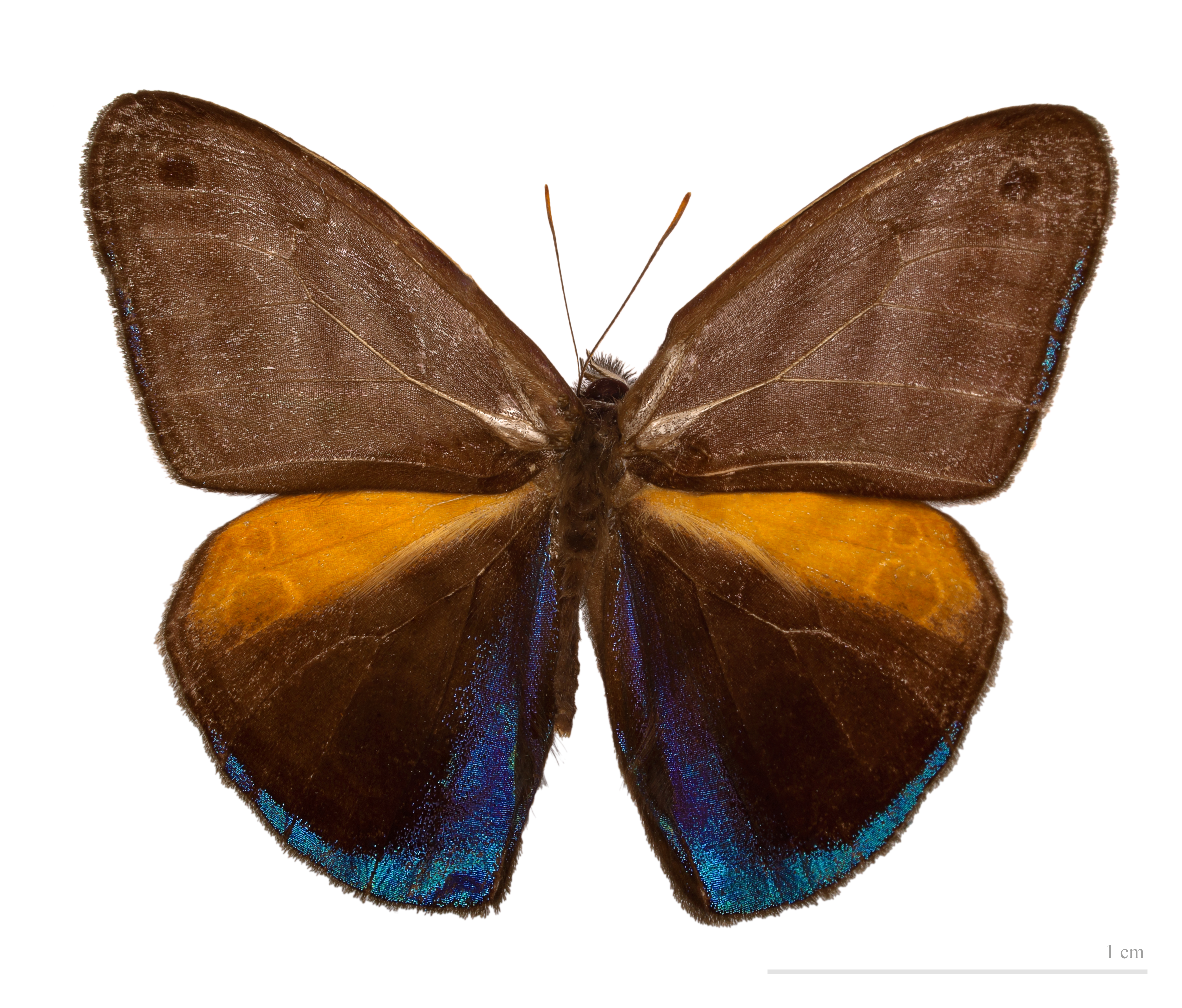
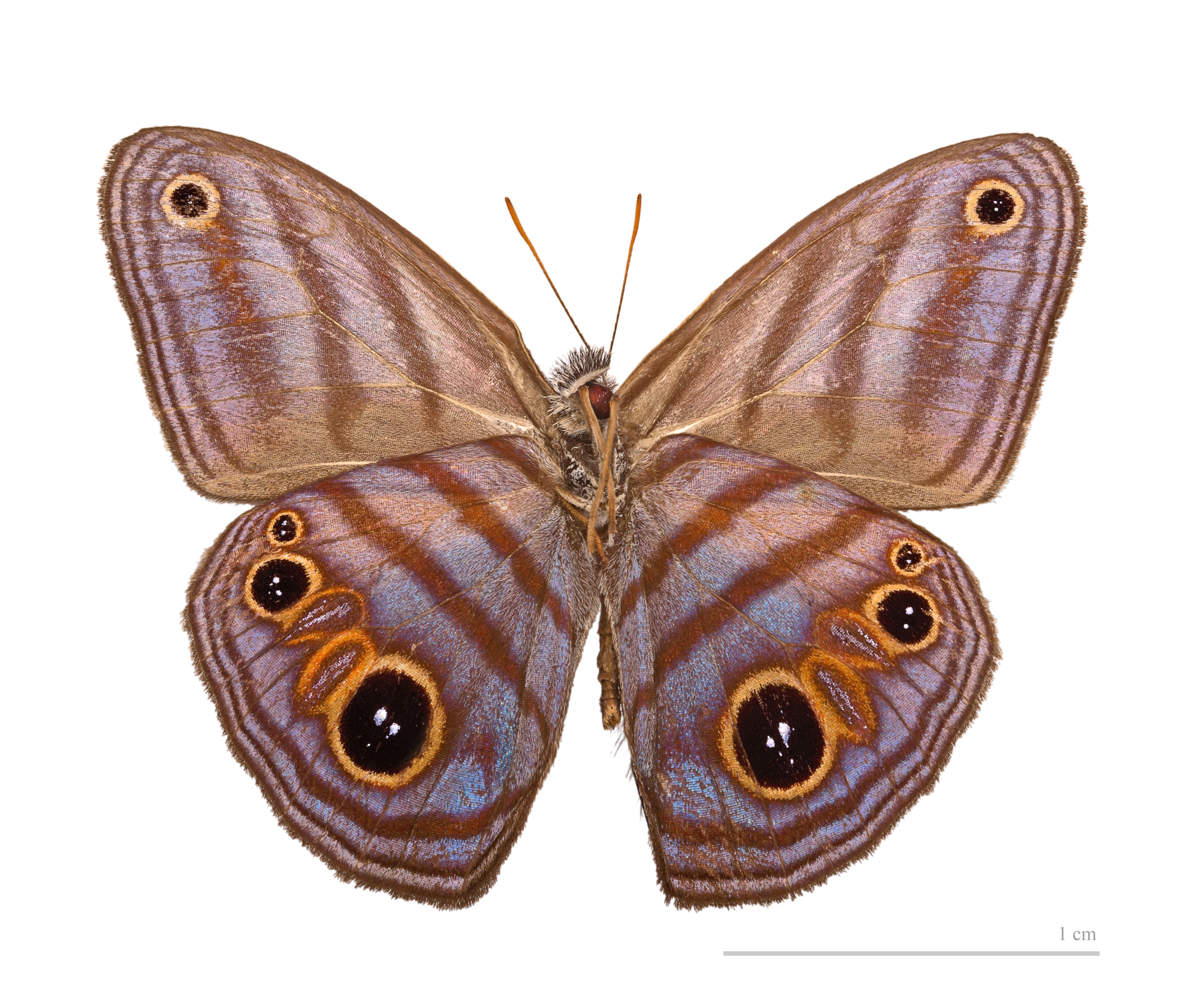
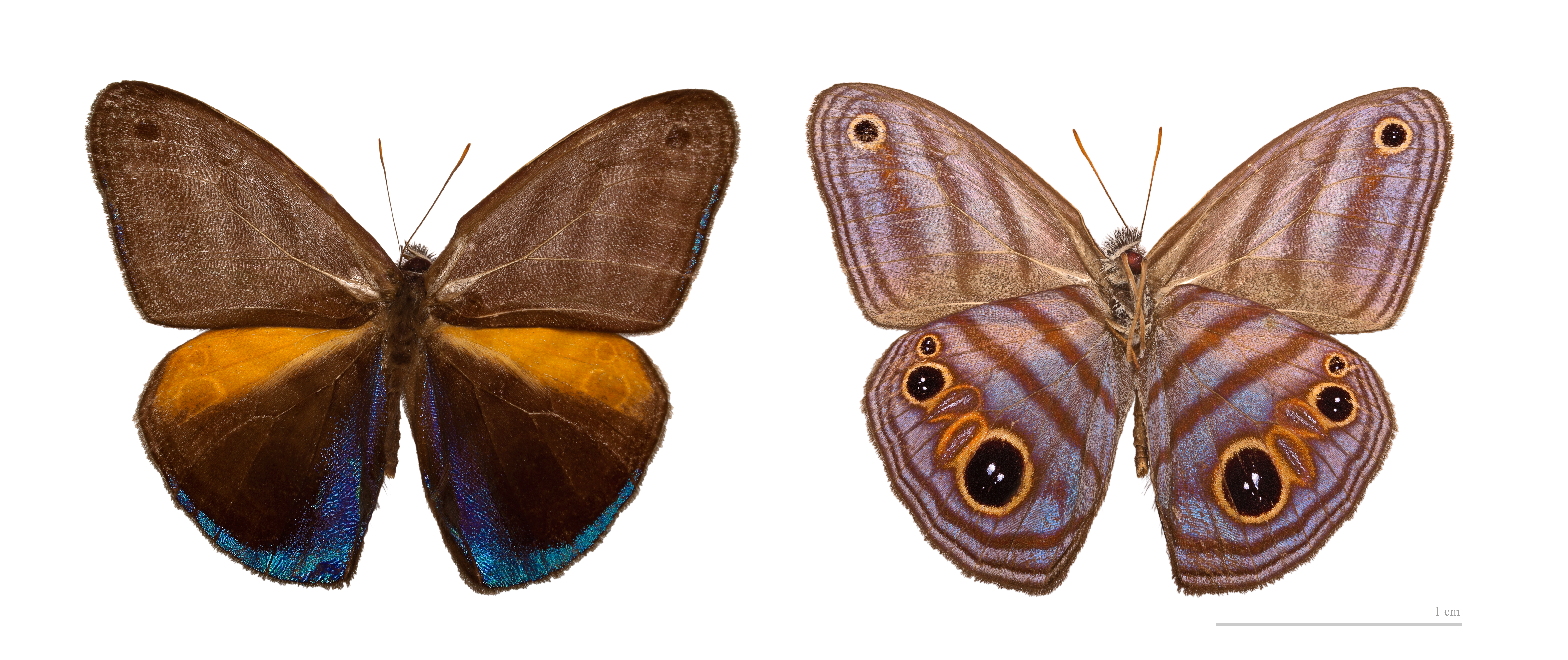